# 北斗 ある殺人者の回心
『北斗 ある殺人者の回心』（ほくと あるさつじんしゃのかいしん）は、石田衣良による日本の小説。

## 概要
虐待を受け続けた孤独な少年が、愛を知り、そして殺人者となってしまう姿を描いた長編小説。著者の石田衣良は作家デビュー15年目を迎え、自身によるこの作品を「デビュー15周年の結論です」と評した。
『小説すばる』の連載小説として、2009年5月号から2012年10月号にかけて40回に渡り掲載された。当時の著者にとって最長の連載期間となり、また出版された著作は最も厚い書籍となった。
集英社より2012年10月26日に単行本
、2015年4月17日に集英社文庫版が発売された。
2013年、第8回中央公論文芸賞受賞。
2017年、WOWOWでテレビドラマ化された。

## あらすじ
端爪北斗は両親から壮絶な虐待を受けて育った。
父の端爪至高は順調だった高校までの人生から一転、大学受験の失敗をきっかけに挫折の連鎖が始まる。プライドの高さから一つのところで仕事は長続きせず、転職を繰り返すために生活の貧しさは増す一方だった。うまくいかない人生のストレスを妻の端爪美砂子と息子への暴力で晴らし続けた。
北斗が高校一年生の時に、心身を病んだ父が病気で他界する。母との2人暮らしが始まるが、暴力に依存する母は北斗にわざと自らを虐待させるよう仕向け、北斗は母に暴力を振るってしまう。このままでは母を殺してしまうと思った北斗は、過去に名刺をくれた児童福祉司に連絡する。
児童福祉施設への入所を斡旋された北斗は、そこで里親の近藤綾子を紹介され、綾子との新しい共同生活が始まった。綾子の愛情に触れて北斗は初めて心身ともに安定した日々を過ごす。北斗は高校を卒業し、無事に私立大学へ入学を果たした。ところがほどなくして綾子が末期癌であることが判明。北斗は、綾子の里子の一人で姉のような存在である鞠谷明日実とともに懸命な看病を続けた。
入院中に綾子は、学生時代の友人から癌の治療に効くという「波洞水」を紹介される。癌の治癒への望みを託し、北斗は高額な飲料水「波洞水」を綾子に購入し与え続けた。しかし医学的根拠のない詐欺であったことがわかり、その事実を知った綾子は失意のうちに亡くなってしまう。
綾子の死に打ちひしがれた北斗は、飲料水の開発者への復讐を決意し、オフィスへ向かった。しかしロビーで女性事務員に隠し持っていたナイフに気付かれてしまい、気が動転した北斗は事務員と女性看護師を殺めてしまう。

## 登場人物
端爪北斗（はしづめ ほくと）
幼少時から両親から壮絶な虐待を受けて育つ。虐待から身を守るために、自分の感情を表現することが苦手になってしまう。外では目立たないよう、幽霊のごとく存在感を消して生きてきた。額には父に十字ドライバーでつけられた傷があり、前髪でそれを隠している。頭がよく成績は優秀。母に似て顔立ちがよい。父の死後、母と別れて里親の近藤綾子と暮らすことになる。
端爪至高（はしづめ しこう）
北斗の父。詐欺同然の悪質なリフォーム会社で営業マンをしている。自分は常に正しいと信じ込み、虐待で家族を支配する。ある日、精神科の病院に医療保護入院し、最期は膵臓癌で亡くなる。
端爪美砂子（はしづめ みさこ）
北斗の母。夫と共に北斗を虐待し、自分も夫から虐待を受けるうちに、暴力に依存するようになってしまう。夫の死後、北斗と別れ、木村という男性と再婚する。
近藤綾子（こんどう あやこ）
北斗と鞠谷明日実の里親。20年以上前に夫を亡くしている。夫の死後、児童養護施設で暮らす子どもを引き取り、これまで北斗を含め5人を里親として育ててきた。
鞠谷明日実（まりや あすみ）
近藤綾子の里子の1人。現在は全寮制の看護学校で生活している。北斗と同じく、過去に両親から虐待を受けていた。北斗にとって姉のような存在。

## 書籍情報
- 単行本：2012年10月26日発売、集英社、ISBN 978-4-08-771464-7
- 文庫本：2015年4月17日発売、集英社文庫、ISBN 978-4-08-745302-7

## テレビドラマ
『北斗 -ある殺人者の回心-』のタイトルで、WOWOW「連続ドラマW 土曜オリジナルドラマ」にて2017年3月25日から4月22日まで放送された。全5話。主演は中山優馬。
テレビドラマ化の企画は、瀧本智行監督がWOWOWに提案したものの2回落とされて、実現するまでに4年間かかった。近年はデジタル撮影が主流だが、このドラマではあえてフィルムでの撮影が行われた。瀧本監督は主役オーディションの際に「撮影期間中に痩せること」という条件を出していたが、実際に中山優馬は撮影期間中に12kgも減量し、迫真の役作りを行った。
2017年9月、TCエンタテインメントよりDVD化。
テレビドラマは2018年6月、「バンフ・ワールド・メディア・フェスティバル 2018」ロッキー賞（Drama Series : Non-English Language部門）を受賞した。

### キャスト
端爪家
- 端爪北斗 - 中山優馬 : 幼い頃から実の両親による虐待を受け、孤独な日々を過ごす。
- 端爪北斗（少年時代） - 大西利空
- 端爪至高 - 村上淳 : 北斗の父。高いプライドのために転職を繰り返し、妻と子を虐待で支配する。
- 端爪美砂子 - 中村優子 : 北斗の母。夫の暴力に支配され、子にも手をあげるようになる。

近藤家（里親）
- 近藤綾子 - 宮本信子 : 夫の死後、児童養護施設で暮らす子供を引き取り里親として育ててきた。
- 鞠谷明日実 - 伊藤沙莉 : 綾子の里子の1人。北斗の姉のような存在。看護師。

弁護士事務所
- 高井聡一 - 松尾スズキ : 北斗の国選弁護人。数々の死刑弁護人を引き受けてきた人権派弁護士。
- 吉永恭子 - 根岸季衣 : 高井法律事務所・事務員。

生田波洞研究所
- 生田友親 - 矢島健一 : 詐欺師。癌が治るという偽の波洞水で大金を儲ける。
- 飯岡佳恵 - 和泉ちぬ : 生田波洞研究所の事務員。北斗に殺害されてしまう。
- 飯岡正志 - 嶋田久作 : 飯岡佳恵の夫。
- 飯岡正昭 - 大和田健介 : 飯岡佳恵の息子。
- 関本みのり - 加弥乃 : 生田波洞研究所の事務員。北斗に殺害されてしまう。
- 関本嘉代 - 飯田圭子 : 関本みのりの祖母。
- 関本はるか - 山田杏奈 : 関本みのりの妹。

小学校時代
- 女教師 - 森レイ子 : 北斗の小学校の担任教師。
- 鈴木修司 - 蒲田優惟人 : 北斗の友人。自宅に招いて夕食を共にした。
- 鈴木修司の母 - 北島美香 : 息子の友人の北斗を夕食に誘った。
- 鈴木修司の父 - 崔哲浩 : 医師。
- モデルハウス見学客 - 山本栄司、増田眞澄 : 端爪至高の案内でモデルハウスを見学。

中学時代
- 望月家妻 - 吉田幸矢 : 自宅の庭にいたところに端爪至高がリフォーム詐欺を仕掛けた。
- 望月家夫 - 魁三太郎 : 妻がリフォーム詐欺を仕掛けられていたところを撃退した。

高校時代
- 不良 - 宮本剛徳、安藤勇雅 : ゲームセンターで遊ぶ北斗を喝上げしようとした。
- 警察官 - 諏訪太朗、杉山裕右 : 不良と喧嘩になった北斗を保護した。

大学時代
- 大学教授 - 下村彰宏 : 北斗の大学の指導教授。

拘置所
- 看守 - 服部竜三郎 : 北斗の収監部屋の担当看守。
- 看守 - 永倉大輔 : 北斗の収監部屋の担当看守。
- 看守長 - 緒方明 : 北斗の収監検査に立ち会う。
- 囚人 - 黒石高大 : 北斗を罵倒する。

その他
- 富岡一磨 - 二階堂智 : 児童相談所職員。両親による虐待に苦しむ北斗に救いの手を差し伸べる。
- 医師 - 岡田卓也 : 近藤綾子の主治医。
- 大杉聡子 - 藤田弓子 : 近藤綾子の高校時代の友人。癌に効くと波洞水を勧める。
- 本橋信博 - 利重剛 : フリージャーナリスト。生田波洞研究所の詐欺事件を追う。
- 森永早苗 - 占部房子 : 北斗が起こした事件を担当する検事。
- 平岡茂美 - 花ヶ前浩一 : 北斗の裁判の担当裁判長。
- 裁判官 - 小出奈央 : 北斗の裁判の担当裁判官。
- アナウンサー - 柄沢晃弘
- アナウンサー - 田中大士
- リポーター - 萩野仁美

### スタッフ
- 脚本 - 瀧本智行
- 音楽 - 稲本響[12]
- プロデューサー - 岡野真紀子
- 監督 - 瀧本智行
- 制作協力 - 東映東京撮影所
- 製作著作 - WOWOW

### 放送日
| 放送回 | 放送日         |
| ------ | -------------- |
| 第一話 | 2017年 3月25日 |
| 第二話 | 4月01日        |
| 第三話 | 4月08日        |
| 第四話 | 4月15日        |
| 最終話 | 4月22日        |

| WOWOW 土曜オリジナルドラマ 連続ドラマW          | WOWOW 土曜オリジナルドラマ 連続ドラマW              | WOWOW 土曜オリジナルドラマ 連続ドラマW     |
| 前番組                                          | 番組名                                              | 次番組                                     |
| ----------------------------------------------- | --------------------------------------------------- | ------------------------------------------ |
| 本日は、お日柄もよく （2017年1月14日 - 2月4日） | 北斗 -ある殺人者の回心- （2017年3月25日 - 4月22日） | 宮沢賢治の食卓 （2017年6月17日 - 7月15日） |